# هسته سپتال مدیال
هسته مدیال سپتوم (MS) یکی از هسته‌های سپتوم است. نورونهای موجود در این هسته باعث ایجاد بخش عمده ای از پیامهای منتشر شده از هستهٔ سپتوم می‌شوند. یکی از شاخه‌های اصلی پراجکت شدهاز هسته سپتوم مدیال در هیپوکامپ خاتمه می‌یابد.
این هسته در تولید امواج تتا در هیپوکامپ نقشی اساسی دارد. به‌طور خاص، سلول‌های GABAergic مدیال سپتوم که به عنوان ضربان ساز تتا عمل می‌کنند، شکنج دنتیت، CA3 و CA1 را تحت تأثیر قرار می‌دهند. نورون‌های ضربان ساز و میان نورونی در مدیال سپتوم به صورت خاص کانالهای HCL (کانال‌های فعال شده باهایپرپلوریزاسیون) را اکسپرس می‌کنند که احتمالاً باعث تشدید خاصیت نوسان سازی آنها می‌شوند.